# Мосягин, Виктор Иванович
Виктор Иванович Мосягин (род. 6 августа 1939, Ленинград) — советский хоккеист, защитник.

## Биография
В первенстве СССР играл за команды ЛИИЖТ Ленинград (1957/58 — 1961/62), «Спартак» Ленинград (1962/63 — 1963/64), «Динамо» Киев (1964/65 — 1972/73), «Нефтяник» Ухта (1973/74 — 194/75).
В чемпионате СССР провёл девять сезонов (1959/60 — 1962/63, 1965/66 — 1969/70).

## Достижения
- Чемпион зимней Универсиады: 1966
- Серебряный призёр зимней Универсиады: 1962
- Чемпион РСФСР: 1958
- Обладатель «Кубка Бухареста» — 1961[1]